# Дълбоки
Дълбòки е село в Южна България, община Стара Загора, област Стара Загора.

## География
Село Дълбоки е разположено в подножието на Сърнена Средна гора при прехода към Старозагорското поле на Горнотракийската низина. Селото се намира на около 12 km изток-североизточно от областния и общински център град Стара Загора и 20 km западно от град Нова Загора. Около 3 km общински път на юг свързва селото с минаващия през двата града второкласен републикански път II-66.
Землището на село Дълбоки граничи със землищата на селата: Елхово на север, Оряховица на изток, Горно Ботево и Плоска могила на юг, Калитиново и Хрищени на югозапад и Колена на запад. Надморската височина в центъра на селото е около 266 m.
Климатът е преходно-континентален. Почвите в землището са преобладаващо ранкери, делувиални и наносни.
На около 6 km северно от Дълбоки по посока на село Елхово (носило името Милево през периода 1949 – 1993 г.) се издига връх Морулей (895,2 m). През Дълбоки тече малката река Хамам дере, обикновено наричана от населението Селската река, а в близост до селото текат още две планински реки – Капошница от запад и Кисикая от изток – и трите от поречието на река Кумруджа.
Етническият състав на населението на село Дълбоки по численост и дял на етническите групи според преброяването през 2011 г. е:
| Етнически групи     | Численост | Дял (в %) |
| Общо                | 1532      | 100       |
| Българи             | 831       | 54,24     |
| Турци               | 7         | 0,46      |
| Цигани              | 654       | 42,69     |
| Други               | ...       | ...       |
| Не се самоопределят | ...       | ...       |
| Не отговорили       | 36        | 2,35      |

Към 15 март 1924 г. в село Дълбоки има регистрирани: 1337 души по постоянен адрес; 1744 души по настоящ адрес; 1182 души по постоянен и настоящ адрес в същото населено място.
Числеността на населението на село Дълбоки по данните от преброяванията от 1934 г. насам се променя както следва:
| \| Година на преброяване \| Численост \| \| --------------------- \| --------- \| \| 1934 \| 2471 \| \| 1946 \| 2508 \| \| 1956 \| 2003 \| \| 1965 \| 2018 \| \| 1975 \| 1847 \| \| 1985 \| 1512 \| \| 1992 \| 1540 \| \| 2001 \| 1605 \| \| 2011 \| 1532 \| \| 2021 \| 1721 \| |           |
| Година на преброяване | Численост |
| 1934 | 2471      |
| 1946 | 2508      |
| 1956 | 2003      |
| 1965 | 2018      |
| 1975 | 1847      |
| 1985 | 1512      |
| 1992 | 1540      |
| 2001 | 1605      |
| 2011 | 1532      |
| 2021 | 1721      |

## История
След Руско-турската война 1877 – 1878 г. по Берлинския договор 1878 г. село Дълбоки – и тогава със същото име, остава в Източна Румелия. Присъединено е към България след Съединението 1885 г.
Поселенията в землището датират от най-ранна епоха, за което свидетелстват седемте селищни могили и множеството предмети, намерени при селскостопанска работа. В 1879 г. в южната част на селото е разкрит гроб на погребан тракийски княз, като предметите са изнесени от подп. Кляузов в Русия, а после и в Англия. Голяма част от тях са в Ашмолския музей в Оксфорд, а една от сребърните чаши е в Ермитажа в Санкт Петербург. По време на Римската империя крепостта Глъбок е била важна пътна станция от Августа Траяна (Стара Загора) за Анхиало (Поморие). В старите византийски и западноевропейски хроники селището се среща с името Глъбок и Венец. След падането под османско владичество то е под името Бюклюмюк или Бюклюджек. Името Дълбоки произлиза от троянското село Дълбок дол, като в него се заселват хора, бягащи от турците, преселили се от Дълбок дол. Намерен е от онова време част от войнугански регистър, от който е видно, че още от онези времена, а вероятно и преди това Дълбоки е било важен средищен център.
Преди падането под османско владичество в Дълбоки е имало църква и параклиси, но са разрушени от нахлулите орди. Едва в началото на 19 век в 1837 г. след прошение до султана в Дълбоки е построена и осветена църква „Успение на Света Богородица". В нея през 1838 г. е открито и първото килийно училище за околността. Пръв певец и даскал е възрожденецът Райчо Блъсков от Копривщица, бащата на писателя Илия Блъсков. Килийното училище се посещава от деца и младежи не само от Дълбоки, но и от околните села, а и от по-далечни. След Освобождението дълбочани построяват училищна сграда, която за онова време е модерна и голяма. През 1934 г. се построява втора училищна сграда, тъй като първата не е достастъчна и в новата се открива и кабинет по химия и физика. През 1964 г. се надстроява втори етаж, построява се нов кабинет по химия и физика и работилници по дървообработка и металообработка. През осемдесетте години училището преминава в ЕСПУ до 1991 г.
По време на Руско-турската освободителна война тук е бил щабът и наблюдателният пункт на ген. Гурко, който оставя за спомен на дълбочани своя походен стол и бинокъла си. В землището на селото се води и боят за Самaрското знаме и тук загива подполковник Калитин, като след Освобождението се издига паметник за това събитие.
Преди Освобождението и след това поминъкът на населението е главно скотовъдството, като се отглеждат главно кози и овце. Засява се ечемик, пшеница и царевица, а до
1960 г. – просо, фий и овес. Като поминък е и лозарството, което продължава да се развива и до днес в създадените лозови масиви. През 20 век и до днес се развива и овощарството. Занаятите са терзийство и дърводелство, коларо-железарство и розопроизводство, като последното отпада в края на втората половина на 20 век.
През 1930 г. в Дълбоки с дарение на д-р Стоян Денев, който е дълбоченец и френски възпитаник и един от пионерите на ветеринарното дело в България, се разкрива ветеринарна лечебница. От 1945 до 1966 г. в селото освен здравен участък и аптека има и родилен дом. От 1999 г. здравният участък е преместен в обновената сграда на бившия селски съвет.
През 1919 – 1923 и 1931 – 1934 г. селото е било комуна. След 1945 г. в състава на тогавашния СОНС са включени селата Колена и Горно Ботево. Същите са и в ТКЗС. От март 1979 г. до февруари 1988 г. Дълбоки е център на селищна система с още 10 съставни села към него. Построена е нова административна сграда, поща, младежки дом с ритуална зала, жилищен блок и са благоустроени редица улици и площади.
От 1930 г. е и началото на винарската изба в селото, национализирана през 1945 г. През шейсетте години е открита и фабрика за оцет. Изгражда се дърводелски цех, просъществувал до 1991 г.
Още през октомври 1944 г. се създава ТКЗС, като на 10 януари 1945 то е официално регистрирано и поздравено лично от Георги Димитров с телеграма от Москва. Преминало през АПК и КЗС днес то съществува като Всестранна кооперация „Шести май“ с обработваеми около 19 хил. дка.
От 1919 г. е изградена и потребителната кооперация „Напредък", която и до днес се нарича така и обслужва
Дълбоки и няколко околни села.
Дълбочани вземат участие във всички войни – Балканската, Междусъюзническата, Първата и Втората световна и дават жертви, чиито имена са на паметната плоча в училище и в парка на селото. Дейно участие вземат дълбочани и в политическите борби до средата на 20 век в района и страната. В 1910 г. се създава социалистическата дружинка, прерастнала в партийна организация. Създава се младежко дружество, в годините 1919 – 1923 е организирана и първата детска спартакистка чета от Георги Аргаткин. През 1922 г. социалисти и ремсисти построяват свой клуб, който през годините е бил земеделско училище, канцеларии и клуб на пенсионера. През септември 1923 г. 120-членния въстанически отряд от Дълбоки атакува жандармерийските казарми в Стара Загора. И тук се дават скъпи жертви. През 1941 – 1944 г. от Дълбоки излизат 8 партизани, а десетки са ятаците на отряд „Георги Димитров". Политемигранти, концлагеристи и интернирани е дало Дълбоки, участниците в първата и втората фаза на Отечествената война са над 130, като има и 4 загинали.
Създадено е дружество на запасните офицери и сержанти от запаса и резерва, което носи името на загиналия в Балканската война подпоручик Дечо Колев при защитата и освобождението на Родопите.
Има пенсионерски клуб, който всеки четвъртък има сбирки и развива многообразна дейност.
Много от построеното се разруши и част от поминъка е забравен, но Дълбоки продължава напред със своето кметство, читалище и училище, със своите две кооперации – всестранна и потребителска, със здравния си участък и новите цехове за тапицерия, олио и дърводелски услуги. Със своя празник на селото – всяка година в началото на май, който събира дълбочани от всички краища на страната.

## Обществени институции
Село Дълбоки към 2025 г. е център на кметство Дълбоки.
В село Дълбоки към 2025 г. има:
- действащо читалище „Развитие-1878 г.“;[13][14]
- действащо общинско Основно училище „Иван Мирчев“;[15]
- православна църква „Света Богородица“;[16]
- пенсионерски клуб;
- пощенска станция.[17]

## Културни и природни забележителности
През 1879 г. в селото е открита могилна гробница с изключително богати гробни дарове. Проучена е от поручик Кляузов и е обнародвана от В. Прохаров. Гробницата е изградена от варовикови плочи и е с дължина – 2,35 m, ширина – 1,60 m и дълбочина – 1,50 m. Открити са: бронзова броня, златен нагръдник, две железни копия, бронзова хидрия, глинена амфора, два бронзови съда, три сребърни чаши, един сребърен тас, глинена чернофирнисова паница, железен свещник. Погребението се датира към края на V век пр. Хр. Находката се намира в The Ashmolean Museum of Art and Archaeology в Оксфорд.
На север от селото се намират останките на средновековната крепост Кулата.
Интересна забележителност е „Глухият камък“ по поречието на реката, минаваща през Дълбоки. В дефилето на планината преди селото, огромен каменен блок е препречил речното корито. Преданието разказва, че под него лежат завинаги костите на глух турчин, който единствено не чул ужасените викове на хората наоколо, докато се къпел в реката, а по склона на планината паднал каменният къс.
Народно читалище „Развитие“ с. Дълбоки,
По инициатива на учители, любознателни младежи и прогресивни селяни през есента на 1878 г. се основава читалището в с. Дълбоки, което именуват „РАЗВИТИЕ“. До построяване на собствена читалищна сграда се е помещавало в църквата и училището. С доброволен труд и помощи от населението през 1931/1936 се построява читалищен салон и библиотека. 1974/1976 г. читалищната сграда е реконструирана и модернизирана, отговаряща на потребностите и целите на читалището и дейността му. Читалището разполага със зрителна зала с 380 места, технически оборудвана сцена, библиотечни помещения – заемна, детски отдел, читалня, книгохранилище; репетиционна зала, гримьорни помещения, канцеларии, кино – кабина и сервизни помещения.
Читалището е единствения културен институт на територията на кметството и е желана потребност на всички жители на селото ни. Със своята дейност обслужва Основното училище, в което учат 150 ученици, земеделска кооперация, потребителна кооперация, дърводелски цех, цех за бутилиране на напитки и оцет.
В читалището работят: театрален, детско-юношески фолклорен ансамбъл „ДЪЛБОЧАНЧЕТА", група за стари градски песни „Чар“, ансамбъл за автентичен фолклор „ДЪЛБОКИ“. Колективите са носители на множество отличия и медали от наши републикански фестивали и събори, а ансамбълът за автентичен фолклор и детско-юношеския ансамбъл са носители на престижни награди от МФФ-Югославия, Румъния, Турция, Молдова, Полша, Франция и България.
Съхранени са богатата душевност и традициите в Дълбоки. В програмите им са включени класически образци от традиционния слънчев обреден календар от Коледа, през пролетния, летния и есенния цикли, отново до зимните празници, свързани с раждането на Бога. Ансамблите представят традиционния български фолклор като цяло на обреден танц и обредна песен, превръща обреда в празник и доставя силна естетическа наслада, душевност и традициите в Дълбоки. И до днес битуват обредите и обичаите свързани с църковно-празничния календар не само в изявите на ансамблите, но и в живота на хората – с коледарите и техните песни, „бутурниците" на Заговезни, красивите лазарки, „росата“ на Гергьовден и печените агнета.
Библиотеката притежава над 23 000 библиотечни единици от всички отрасли на знанието. Това дава възможност за провеждане на богата и разнообразна по
съдържание библиотечна дейност: литературни игри и викторини, срещи с литературни творци, часове на приказката, детски състезания, празници на книгата и други.
Богата и разнообразна е културно-масовата работа на читалището, която включва в себе си мероприятия от обредно-празничния календар, Майски и Декемврийски празници на културата, на селото, на художествената самодейност, на талантите, тематични вечери, беседи, конкурси, творчески портрети, викторини и пр.
Читалището е домакин на „Национална среща на ансамблите за автентичен фолклор, носители на международни отличия“, която се провежда от 1994 г. на всеки две години. Домакин е и на Детския фолклорен празник „Изворът да не пресъхва – Цветница", който се провежда ежегодно през месец април. Традиционни са и детските празници „Здравей, лято!" и „Довиждане, лято!", с които читалището бележи началото и края на лятната работа с децата. Първият неделен ден на месец май се провежда и традиционният празник за селото под наслов „Дълбоки – роден край, гордост моя".
Читалището е кандидатствало и е спечелило проектите „Коледно надиграване“ – „Ой, Коледо, мой Коледо“ – пред Национален фонд „Култура“ и „Читалището – дом на българщината“ пред МТСП. А спечеления пред МК проект за опазване и популяризиране на българския фолклор „Трепнала е варак китка, запели са коледари" дава началото на станалия вече традиционен коледен празник със същото име.
За разнообразната и богата по съдържание дейност читалището многократно е награждавано на регионално и национално ниво. Носител на Плакета на КК за най-добра читалищна дейност, носител на Плакета на ЦХС за изключителни успехи в художествената самодейност. През 1978 г. бе удостоено с орден „Кирил и Методий“ – I степен – признание за дългогодишния неуморен труд на стотиците читалищни дейци от Дълбоки.
Народно читалище „Развитие“ с. Дълбоки има благородната мисия да пробуди у най-малките и поддържа жива в големите любовта към род и родина, към нашите предци, да съхрани за поколенията традициите, обичаите, празниците на нашите прародители, да допринесе според възможностите си за съхраняване на българския род.

## Други
За селото са характерни мъжките имена Белин, Дамян, Бальо и женските Кера, Тонка, Златка, Зюмбюла и други.

## Редовни събития
Събор на селото – 6 май (Гергьовден).
Коледуване, Бабин ден, Трифон Зарезан, Лазаруване

## Личности
Родени в Дълбоки:
- Дечо Колев (1879 – 1912) – командир на взвод в 21 Средногорски пехотен полк
- Димитър Димитров (1915 – ?), български партизанин
- Иван Желев (1911 – ?) – български офицер, генерал-майор
- Илия Блъсков (1839 – 1913), български писател
- Никола Христов (? – ?), български подофицер и деец на ВМОК
- Стефан Стоенчев (1851 – 1921) – Кмет на Стара Загора за един ден.
- Герасим Папазчев (1892 – 1925) – борец, революционер, партизанин, антифашист. Участник в Балканската война, в Първата световна война, председател на военния комитет на Окръжния комитет за Стара Загора. Началник влак в Стара загора, участник в железничарската стачка през 1919 г.

## Други
Открит е модерен супермаркет от веригата КООП на 14 декември 2007 г.; стопанисва се от потребителна кооперация „Напредък“ с. Дълбоки, която е създадена през март 1915 г.

## Галерия
- Село Дълбоки
- Изглед към Дълбоки
- Паметникът на Гурко в гората над селото
- Камбаната на църквата
- Изглед към селото